# Stomolophus fritillarius
Stomolophus fritillarius är en manetart som beskrevs av Ernst Haeckel 1880. Stomolophus fritillarius ingår i släktet Stomolophus och familjen Stomolophidae. Inga underarter finns listade i Catalogue of Life.